# Nemophora albiciliellus
Nemophora albiciliellus is een vlinder uit de familie van de langsprietmotten (Adelidae). De wetenschappelijke naam van de soort is voor het eerst geldig gepubliceerd door Staudinger in 1859.
De soort komt voor in Europa.